# Lysmata

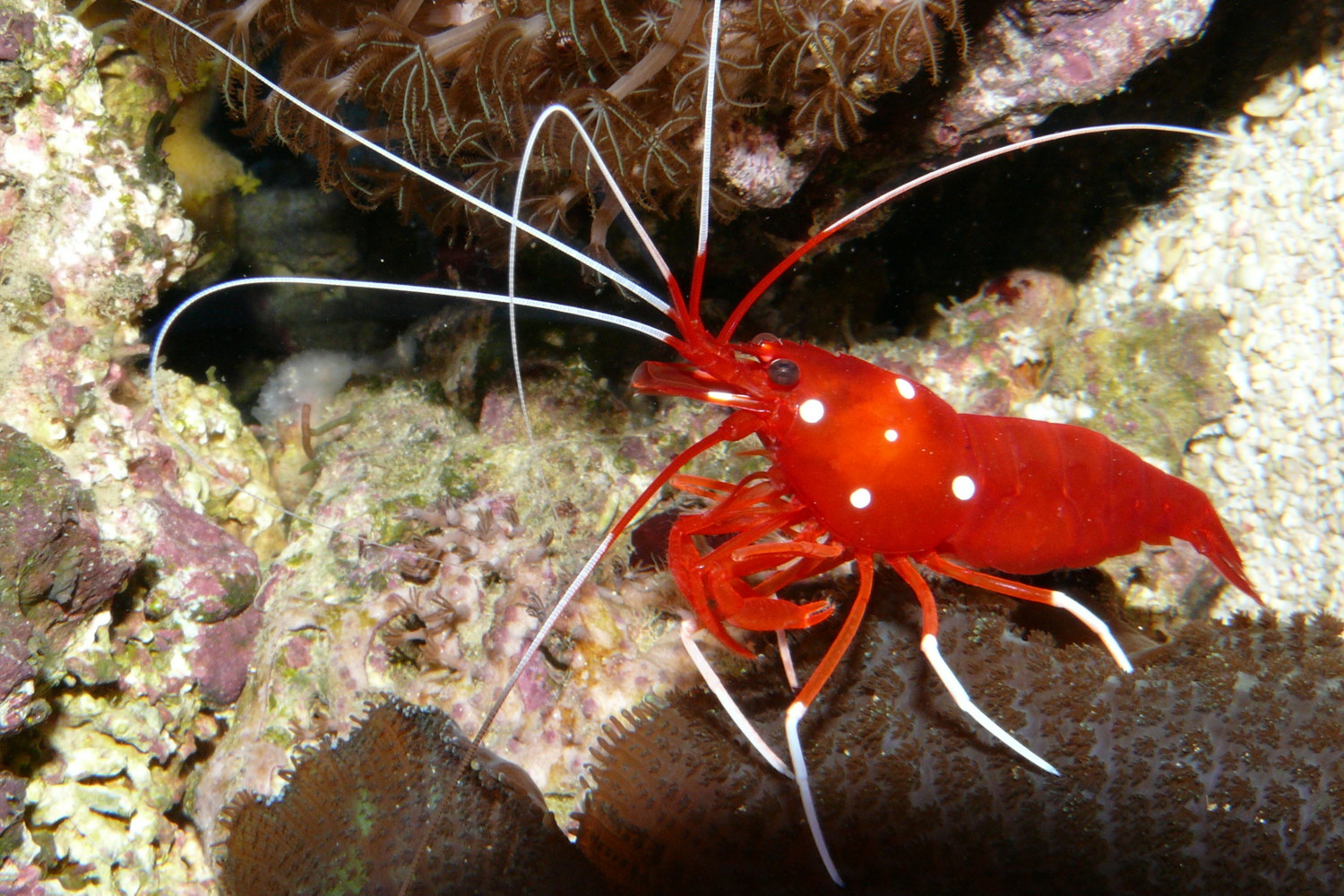
Lysmata debelius en acuario de arrecife.

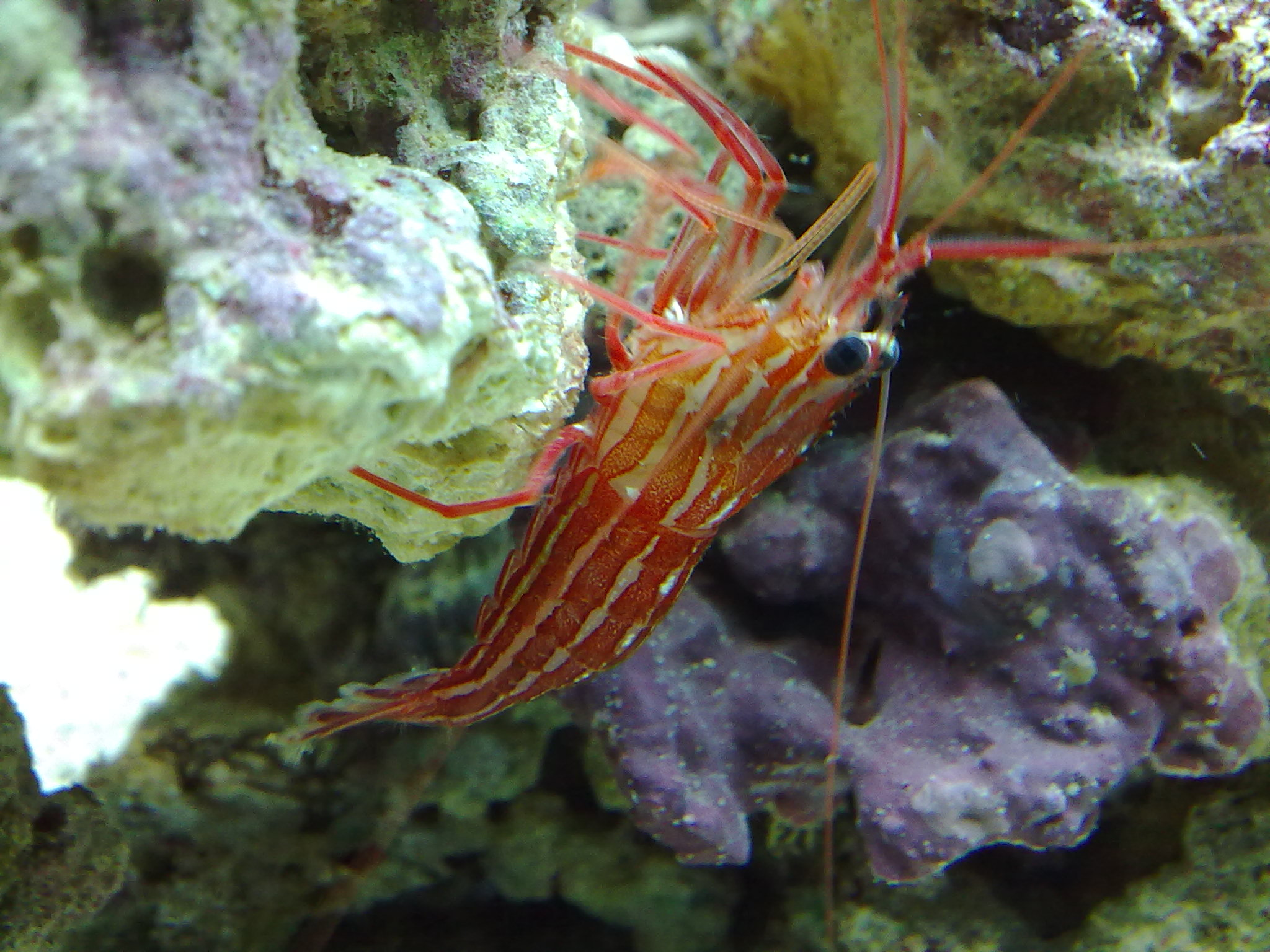
Lysmata seticaudata en acuario de arrecife.

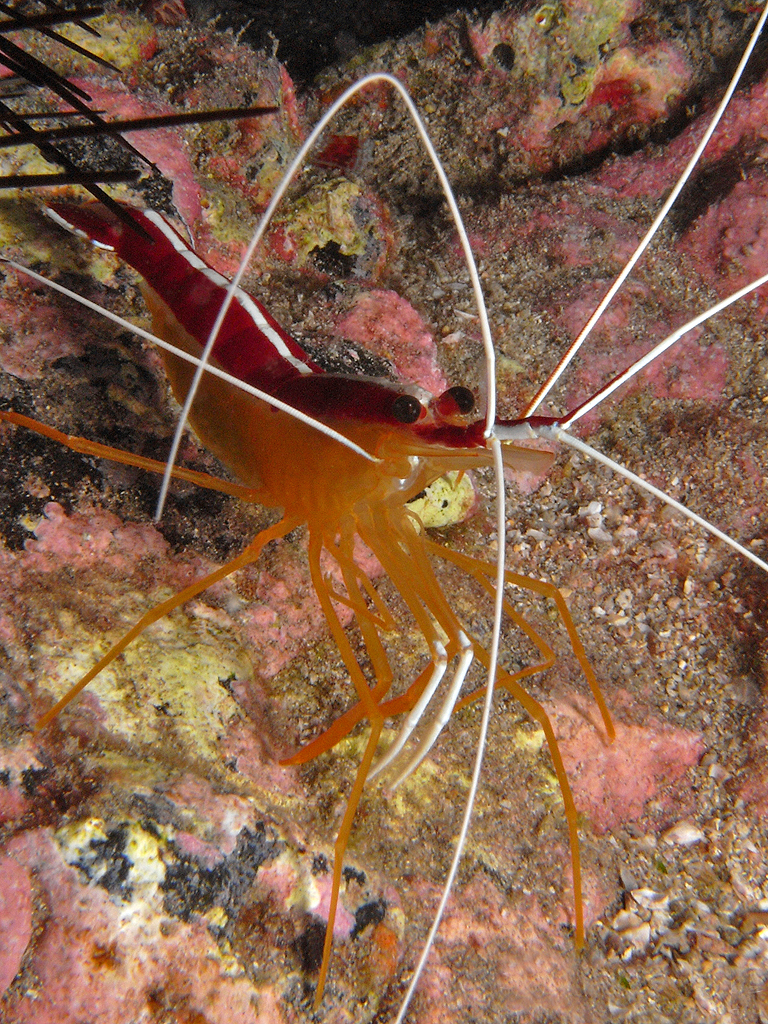
Lysmata grabhami en Tenerife, islas Canarias.

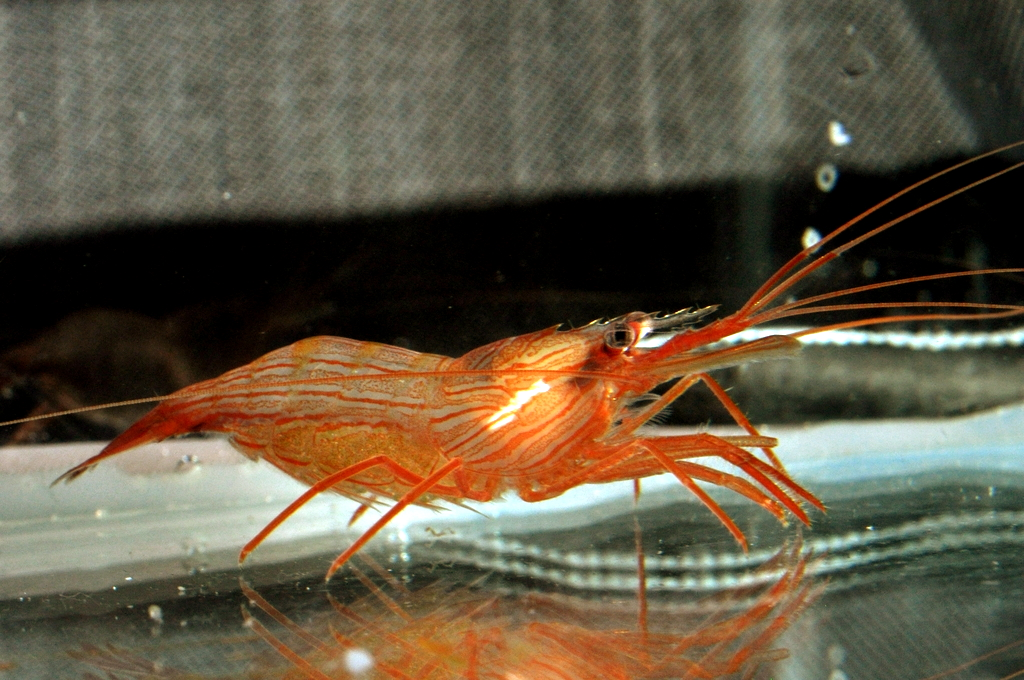
Lysmata boggessi

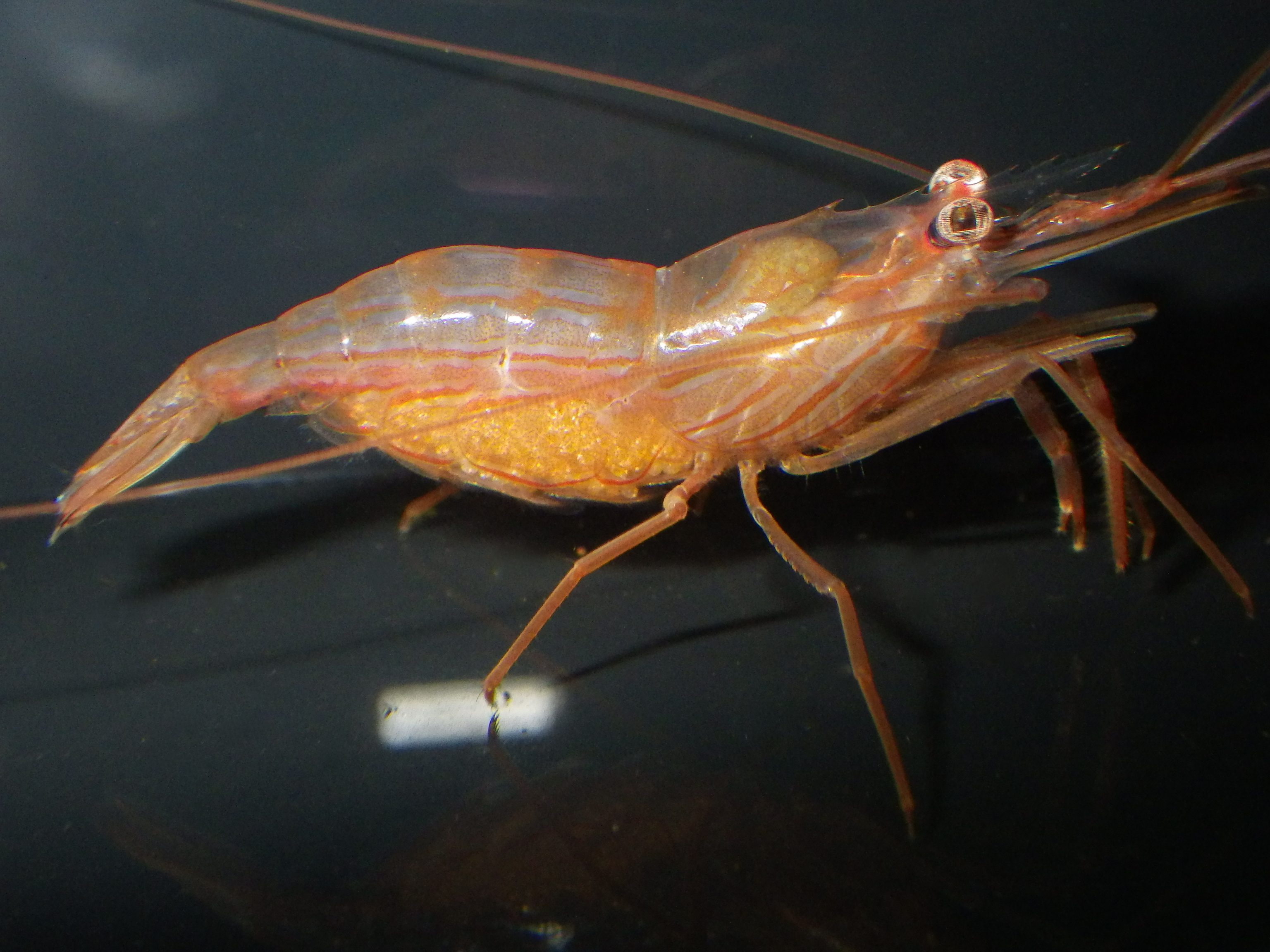
Lysmata wurdemanni

Lysmata es un género de camarón omnívoro, de la familia Lysmatidae, orden Decapoda. 
Muchas especies de Lysmata son parte importante del ecosistema de arrecifes. Se ha podido observar que los peces con parásitos acuden a "estaciones de limpieza" en los arrecifes. Allí ciertas especies de peces y varias especies de camarones limpiadores acuden en gran cantidad a ayudar a los peces infestados, pudiendo incluso entrar en la boca y hasta en la cavidad de las agallas, sin ser comidos.

## Especies
El Registro Mundial de Especies Marinas acepta las siguientes especies:
- Lysmata amboinensis (de Man, 1888)
- Lysmata anchisteus Chace, 1972
- Lysmata ankeri Rhyne & Lin, 2006
- Lysmata argentopunctata Wicksten, 2000
- Lysmata bahia Rhyne & Lin, 2006
- Lysmata boggessi Rhyne & Lin, 2006
- Lysmata californica (Stimpson, 1866)
- Lysmata chica Wicksten, 2000
- Lysmata debelius Bruce, 1983
- Lysmata dispar Hayashi, 2007
- Lysmata galapagensis Schmitt, 1924
- Lysmata grabhami (Gordon, 1935)
- Lysmata gracilirostris Wicksten, 2000
- Lysmata guamensis Anker & Cox, 2011
- Lysmata hochi Baeza & Anker, 2008
- Lysmata holthuisi Anker, Baeza & De Grave, 2009
- Lysmata intermedia (Kingsley, 1878)
- Lysmata jundalini Rhyne, Calado & dos Santos, 2012
- Lysmata kempi Chace, 1997
- Lysmata kuekenthali (de Man, 1902)
- Lysmata leptodactylus Gan & Li, 2016
- Lysmata lipkei Okuno & Fiedler, 2010
- Lysmata moorei (Rathbun, 1901)
- Lysmata morelandi (Yaldwyn, 1971)
- Lysmata multiscissa (Nobili, 1904)
- Lysmata nayaritensis Wicksten, 2000
- Lysmata nilita Dohrn & Holthuis, 1950
- Lysmata olavoi Fransen, 1991
- Lysmata pederseni Rhyne & Lin, 2006
- Lysmata philippinensis Chace, 1997
- Lysmata porteri (Rathbun, 1907)
- Lysmata rafa Rhyne & Anker, 2007
- Lysmata rathbunae Chace, 1970
- Lysmata seticaudata (Risso, 1816)
- Lysmata splendida Burukovsky, 2000
- Lysmata stenolepis Crosnier & Forest, 1973
- Lysmata ternatensis de Man, 1902
- Lysmata trisetacea (Heller, 1861)
- Lysmata udoi Baeza, Bolaños, Hernández & López, 2009
- Lysmata uncicornis Holthuis & Maurin, 1952
- Lysmata vittata (Stimpson, 1860)
- Lysmata wurdemanni (Gibbes, 1850)
- Lysmata zacae Armstrong, 1941

## Alimentación
Omnívoros, se alimentan de los parásitos y bacterias de otros peces, y también, de restos orgánicos y detritos vegetales, algas o larvas.

## Hábitat y distribución
Habitan aguas templadas y tropicales. En latitudes que abarcan un rango de temperaturas entre 4.34 y 27.20 °C, y profundidades entre 1 a 1.487 m.
Viven en cuevas y grietas, así como pecios. Suelen vivir en pareja y en grandes grupos, de hasta 100 individuos.
Se encuentran ampliamente distribuidos en el Mar Rojo y en el Índico y Pacífico, así como en el Mediterráneo y el Atlántico.

## Reproducción
Las gambas limpiadoras son hermafroditas, poseen los órganos sexuales masculinos y femeninos. El espécimen más grande hace generalmente la función de hembra. 
El apareamiento se produce justo después de la muda de la hembra. El macho monta a la hembra y deposita su esperma en el receptáculo de esperma de la hembra. La hembra puede almacenar el esperma durante varios meses antes de fertilizar los huevos. Los huevos de Lysmata son de color verde intenso y los llevan debajo del abdomen; eclosionan de noche y las larvas se convierten en parte del plancton. Después de una serie de mudas las larvas se asientan en el fondo.

## Mantenimiento
Es una género normalmente fácil de mantener. Se debe cuidar la aclimatación al nuevo ecosistema, realizándola durante, al menos, una hora, y mediante el sistema de goteo. Es muy sensible a los cambios de densidad salina y pH. No tolera los medicamentos que contengan cobre o los niveles altos de nitratos en el acuario, además necesita parámetros perfectos de calcio y yodo para conseguir un caparazón fuerte y un óptimo crecimiento. 
Se puede mantener en grupo, pues son muy sociables con sus congéneres, así como con cualquier otro ser vivo más grande que pueda ser un cliente potencial.
Acepta toda clase de alimentos, tanto mysis y artemia, como disecado, macroalgas, etc.